# Сечкин, Владимир Ефимович
Влади́мир Ефи́мович Се́чкин (1 января 1925 года, Петропавловск — октябрь 1942 года, Орёл) — орловский советский подпольщик, комсомолец.
В период оккупации города Орла немецкими войсками создал и возглавил подпольную боевую группу, которая вела борьбу против оккупантов с конца октября 1941 года по начало октября 1942 года. В конечном счёте группа Сечкина была ликвидирована немцами, а большая часть её членов, включая самого Сечкина — казнена.

## Биография

### Довоенные годы
Владимир Ефимович Сечкин родился 1 января 1925 года в Петропавловске в семье железнодорожника, где к тому моменту уже воспитывалось три дочери: Дарья, Людмила и Надежда. В 1936 году Сечкины переехали в Орел, и Владимир поступил учиться в пятый класс железнодорожной средней школы № 32. В старших классах он начал заниматься в спортивной школе в секции гимнастики. На этом поприще Сечкин достиг значительных успехов, в 1940 году став чемпионом РСФСР по спортивной гимнастике среди школьников — его выступление на соревнованиях запечатлела кинохроника, и учащиеся школы № 32 ходили смотреть соответствующий выпуск в орловский кинотеатр «Родина». Летом 1940 и 1941 годов юноша работал инструктором физвоспитания в городском детском парке.
Кроме всего прочего, Сечкин активно занимался общественной работой: был секретарём комсомольской организации школы, помогал неуспевающим ученикам. «Всегда жизнерадостный, весёлый, отзывчивый, он пользовался большим авторитетом среди учителей, друзей, учащихся 32-й школы, — вспоминала впоследствии Тамара Тинякова, одноклассница будущего подпольщика. — Помимо работы секретарем комсомольской организации школы оформлял школьную стенгазету, вёл спортивную секцию в школе, а ещё был пионервожатым в младших классах». После смерти отца в 1937 году на Сечкина, оставшегося единственным мужчиной в семье, также возлагалась вся мужская работа по дому.

### Подпольная деятельность
Подпольная комсомольская боевая группа, во главе которой встал Владимир Сечкин, была организована в конце октября 1941 года. Первыми её членами стали комсомольцы школы № 32 Евгений Борзенков и Нина Алексеева, немного позднее к ним присоединились Владимир Булгаков, Мария Лобанова, Александр Подделков, Павел Маяцкий, Евгений Цыганков, Мария Земская, Алексей и Николай Чеченевы. Всего в группу входило более 20 человек. Молодые люди собирались дома у Сечкиных, несмотря на то, что в одной из комнат квартиры жили немецкие солдаты.
Первая попытка наладить контакт с обкомом комсомола в Ельце, обернулась неудачей. Попытавшись перейти линию фронта, Сечкин и Алексеева были задержаны немцами у железнодорожной станции Залегощь и чуть не погибли: их доставили в Орёл, где Владимира избили плетьми, а Алексееву обязали выплатить штраф. Несколько позднее, при посредничестве Марии Ушаковой, связной Михайловского партизанского отряда, действовавшего на территории Дмитровского и Троснянского районов, группа Сечкина установила связь с партизанами. От последних подпольщики получали инструкции, листовки, газеты, в свою очередь, передавая в отряд разведывательные данные, обмундирование, медикаменты, а также переправляя партизанам пулемёты, ракетницы, винтовки, патроны — всё это делалось с огромным риском для жизни. Одним из основных занятий комсомольцев было распространение листовок, сводок Совинформбюро среди жителей оккупированного города. Важной функцией молодых подпольщиков была добыча и передача в партизанский отряд разведывательной информации. Члены группы Сечкина составляли планы расположения немецких частей, аэродромов, уточняли количество зенитных установок и прочей техники, следующей через Орёл, а также результаты бомбардировок советской авиацией городской территории. Им удалось установить связь с 1-й Курской партизанской бригадой, возглавляемой Иваном Панченко, которая дислоцировалась неподалёку от посёлка Михайловский (ныне Железногорский район Курской области).
Параллельно с ведением подпольной деятельности Сечкин совершенствовал своё владение немецким языком, чему во многом способствовало общение с солдатами, которые проживали у него на квартире. Некоторое время он посещал курсы немецкого языка. Благодаря полученным знаниям в марте 1942 года лидер подпольной группы сумел устроиться переводчиком в немецкую войсковую часть, занимавшуюся строительством военных объектов, что открыло ему широкие возможности для разведывательной деятельности. Вскоре Владимир устроил сюда же свою старшую сестру Надежду машинисткой, в результате чего подпольщики получили доступ к немецким документам.
В августе 1942 года у деревни Нижняя Калиновка в воздушном бою был сбит советский самолёт. Члены группы Сечкина спасли раненого лётчика, старшего лейтенанта А. В. Шагинова, и оказали ему необходимую медицинскую помощь. Когда Шагинов выздоровел, подпольщики с помощью Марии Ушаковой доставили лётчика к партизанам, а те, в свою очередь, переправили его на «Большую землю».
В сентябре 1942 года группа Сечкина занялась подготовкой взрыва городского театра. Запланированная операция была намечена на 3 октября того же года — в этот день немцы должны были праздновать годовщину «освобождения Орла от жидобольшевизма» в ходе торжественного вечера с банкетом. Осуществлением взрыва непосредственно занимались устроившиеся на работу в театр Сечкин и Евгений Цыганков, а также Нина Алексеева, работавшая в театре танцовщицей. 1 октября, за два дня до намеченного акта, по доносу проникшего в ряды подпольщиков предателя 26 членов группы подверглись аресту. Многих, в том числе, Владимира Сечкина, арестовали вместе с семьями. По воспоминаниям матери главы подпольной группы, услышав стук в дверь, Сечкин сказал ей: «Это всё. Ты ничего не знаешь». По данным советских источников, подпольщики перенесли жестокие пытки и издевательства. В конечном итоге все они были казнены.
Сразу после освобождения Орла 5 августа 1943 года сотрудники НКГБ СССР занялись расследованием обстоятельств ареста группы Сечкина. В процессе изучения трофейных документов, опроса выживших подпольщиков, арестованных коллаборационистов и других свидетелей возникла версия, что организатором группы Сечкина на самом деле была Екатерина Блинникова — знакомая Владимира по комсомольской работе.
Посмертно Владимир Сечкин был награждён медалью «За отвагу».

## Память
- В городе Орле есть улица и переулок, названные в честь Сечкина[4].
- Имя Владимира Сечкина носит Всероссийский турнир по спортивной гимнастике, который периодически проводится в Орле. В турнире принимают участие как спортсмены из городов России, так и представители стран Ближнего зарубежья[5].